# Narko-ubåt

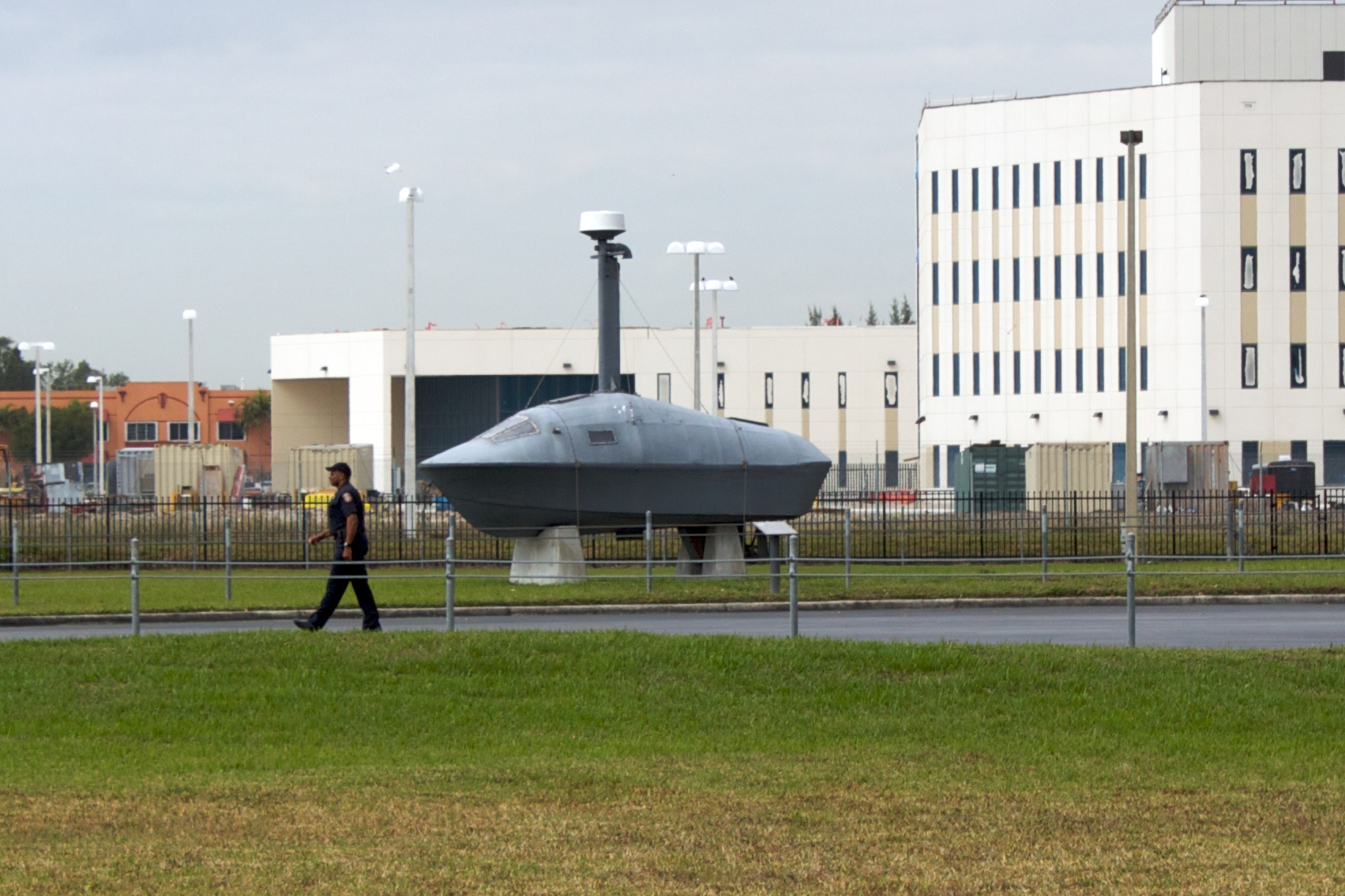

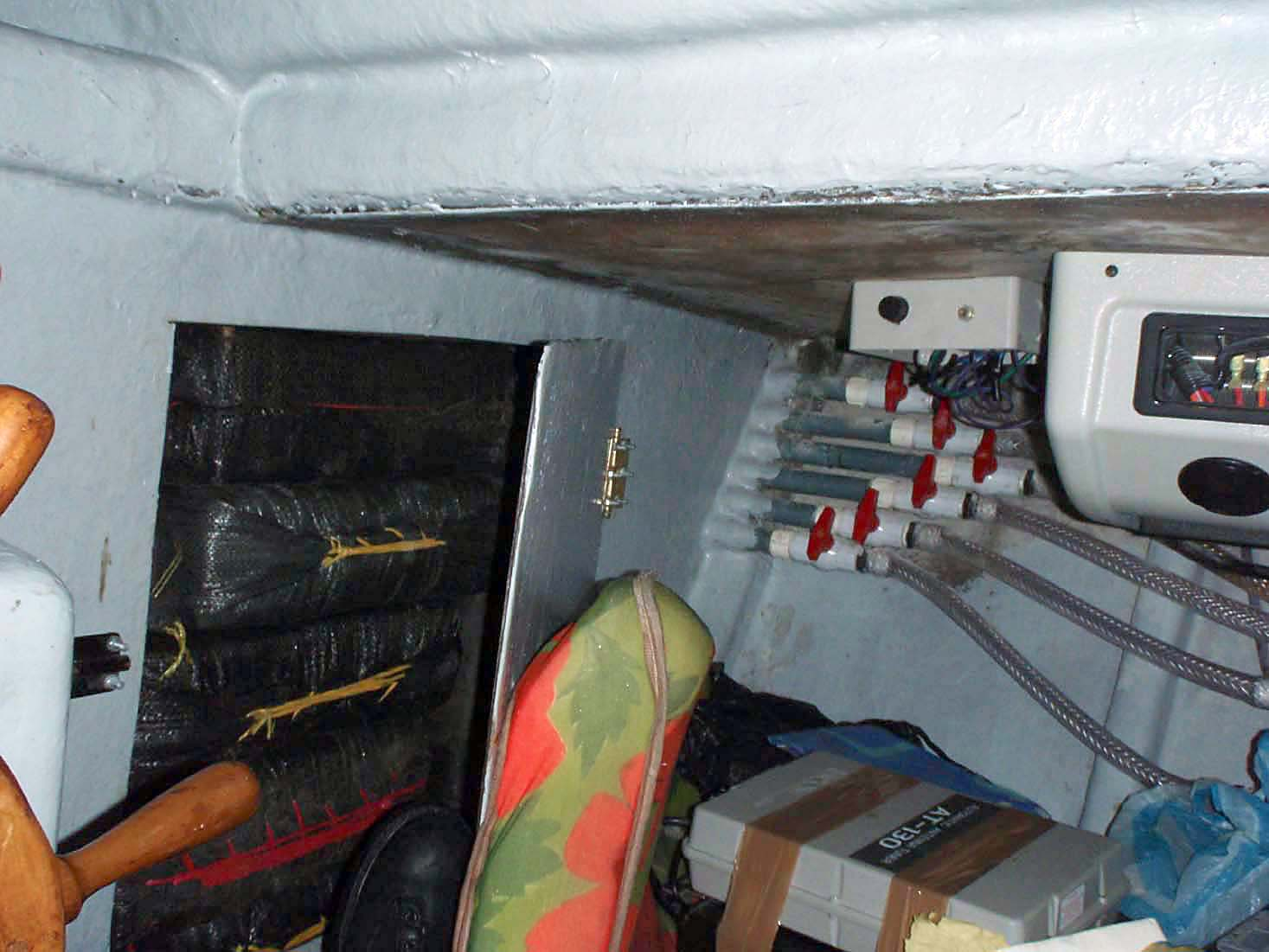
Inuti en narko-ubåt, med kokainpaket.

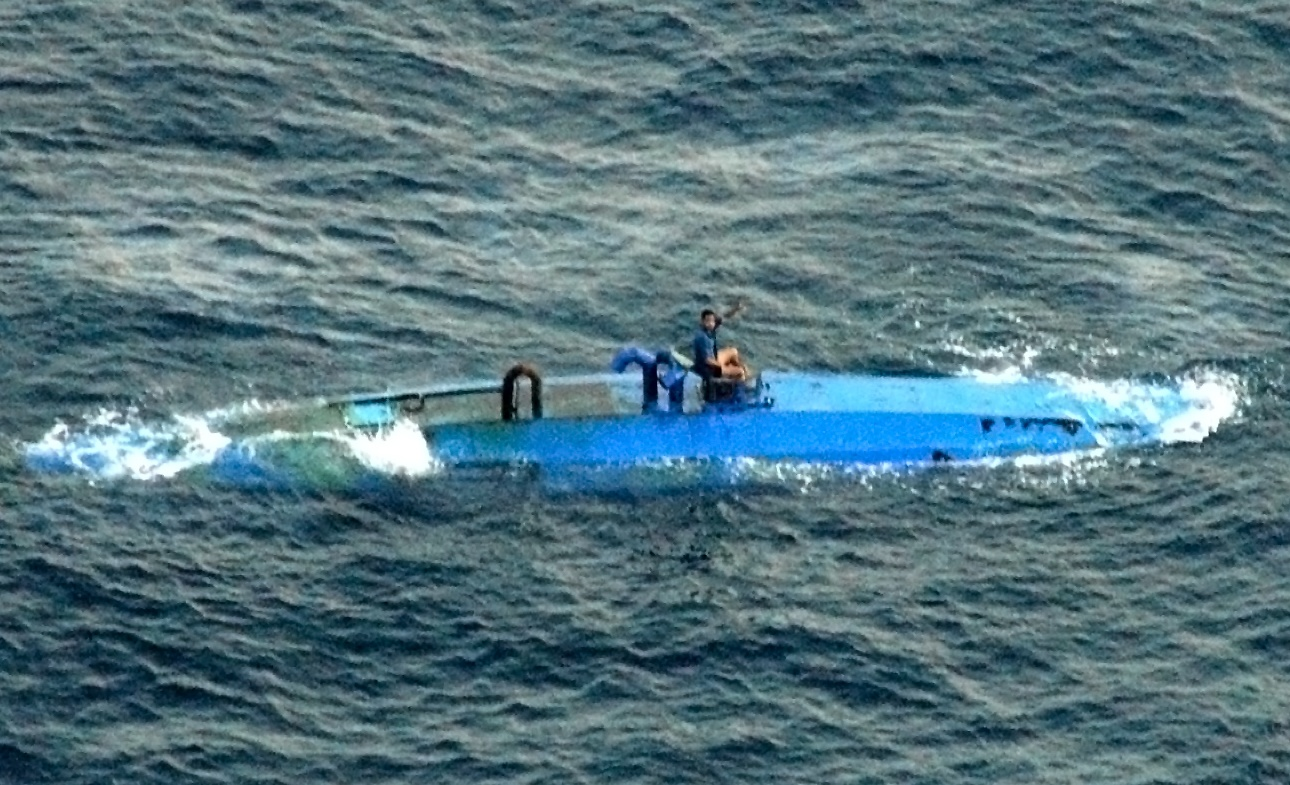
Narko-ubåt tillverkad av glasfiber.

Narko-ubåt (eller knark-ubåt) kallas en typ av båtar som används vid smuggling av narkotika. Per definition är dessa inga egentliga ubåtar, då de saknar förmåga att gå i undervattensläge. Däremot är båtarna konstruerade för att framföras med endast en mindre del av skrovet ovanför ytan för att undgå upptäckt. 
Narko-ubåtar har framför allt förknippats med drogkarteller i Sydamerika och kokainsmuggling. Båtarna är specialtillverkade för ändamålet och självstyrande. De är ungefär 7-30 meter långa, och 2-4 meter breda.
Narko-ubåtar har tillverkats sedan åtminstone 1988. De är konstruerade för att kunna forsla flera ton narkotika. Fjärrstyrda narko-ubåtar har använts åtminstone sedan 2010, och är konstruerade så att de kan färdas mycket långt utan att behöva tanka. För att de inte ska bli upptäckta har de sensorer och utrustning för självdestruktion. Eftersom de enda narko-ubåtarna som myndigheter känner till är de som har beslagtagits, saknas emellertid mycket kunskaper om dem.
Kunskapen om narko-ubåtar kommer framför allt från USA, som konfiskerat dem. Dessa har kommit från Colombia och tagit vägen över Centralamerika och Mexiko. Från USA:s håll har det befarats att de också skulle kunna användas för att forsla massförstörelsevapen.
Det har uppskattats att var fjärde narko-ubåt upptäcks. 